# Чжан Кайчжень
Чжан Кайчжень (кит. трад.: 張凱貞; піньїнь: Zhāng Kǎizhēn;  нар. 13 січня 1991) — колишня тайванська тенісистка.
Найвищу одиночну позицію світового рейтингу — 82 місце досягла 5 липня 2010, парну — 65 місце — 11 лютого 2013 року.
Здобула 4 парні титули туру WTA.
Найвищим досягненням на турнірах Великого шолома було 2 коло в одиночному, парному та змішаному парному розрядах.
Завершила кар'єру 2019 року.

## Часова шкала результатів на турнірах Великого шлему
| W | Ф | ПФ | ЧФ | #Р | КТ | К# | P# | DNQ | A | Z# | PO | G | S | B | NMS | NTI | P | NH |

### Одиночний розряд
| Турнір                                 | 2009 | 2010 | 2011 | 2012 | 2013 | 2014 | 2015 | 2016 | 2017 | В-П  |
| -------------------------------------- | ---- | ---- | ---- | ---- | ---- | ---- | ---- | ---- | ---- | ---- |
| Відкритий чемпіонат Австралії з тенісу |      | 1р   | 1р   | 2р   | 1р   |      | 2р   | К2р  | К2р  | 2–5  |
| Відкритий чемпіонат Франції з тенісу   |      | 1р   | К2р  | 1р   | К1р  |      |      | К1р  | К2р  | 0–2  |
| Вімблдонський турнір                   |      | 2р   | 1р   |      |      |      |      | К3р  | 1р   | 1–3  |
| Відкритий чемпіонат США з тенісу       | 2р   | 2р   |      |      |      |      | К1р  | К1р  |      | 2–2  |
| В-П                                    | 1–1  | 2–4  | 0–2  | 1–2  | 0–1  | 0–0  | 1–1  | 0–0  | 0–1  | 5–12 |

### Парний розряд
| Турнір                                 | 2010 | 2011 | 2012 | 2013 | 2017 | 2018 | 2019 | В-П |
| -------------------------------------- | ---- | ---- | ---- | ---- | ---- | ---- | ---- | --- |
| Відкритий чемпіонат Австралії з тенісу |      |      |      | 1р   |      |      | 1р   | 0–2 |
| Відкритий чемпіонат Франції з тенісу   | 1р   | 1р   |      | 1р   |      |      |      | 0–3 |
| Вімблдонський турнір                   | 2р   | 1р   |      |      | 2р   |      |      | 2–3 |
| Відкритий чемпіонат США з тенісу       | 1р   |      |      |      |      |      |      | 0–1 |
| В-П                                    | 1–3  | 0–2  | 0–0  | 0–2  | 1–1  | 0–0  | 0–1  | 2–9 |

## Фінали турнірів WTA

### Одиночний розряд: 1 (runner–up)
| Легенда                 |
| ----------------------- |
| Турніри Великого шолома |
| Premier M & Premier 5   |
| Premier                 |
| International (0–1)     |

| Фінали за покриттям |
| ------------------- |
| Тверде (0–1)        |
| Ґрунт (0–0)         |
| Трава (0–0)         |
| Килим (0–0)         |

| Результат | В-П | Дата     | Турнір             | Рівень        | Покриття | Суперник     | Рахунок          |
| --------- | --- | -------- | ------------------ | ------------- | -------- | ------------ | ---------------- |
| Поразка   | 0–1 | Жов 2012 | Japan Women's Open | International | Тверде   | Гезер Вотсон | 5–7, 7–5, 6–7(4) |

### Парний розряд: 4 (4 перемоги)
| Легенда                 |
| ----------------------- |
| Турніри Великого шолома |
| Premier M & Premier 5   |
| Premier                 |
| International (4–0)     |

| Фінали за покриттям |
| ------------------- |
| Тверде (4–0)        |
| Трава (0–0)         |
| Ґрунт (0–0)         |
| Килим (0–0)         |

| Результат | В-П | Дата     | Турнір             | Рівень        | Покриття | Партнер       | Суперники                     | Рахунок                 |
| --------- | --- | -------- | ------------------ | ------------- | -------- | ------------- | ----------------------------- | ----------------------- |
| Перемога  | 1–0 | Жов 2010 | Japan Women's Open | International | Тверде   | Лілія Остерло | Аояма Сюко Фудзівара Ріка     | 6–0, 6–3                |
| Перемога  | 2–0 | Бер 2012 | BMW Malaysian Open | International | Тверде   | Чжуан Цзяжун  | Чжань Хаоцін Фудзівара Ріка   | 7–5, 6–4                |
| Перемога  | 3–0 | Сер 2012 | Washington Open    | International | Тверде   | Аояма Сюко    | Ірина Фалконі Шанелль Схеперс | 7–5, 6–2                |
| Перемога  | 4–0 | Бер 2013 | Malaysian Open     | International | Тверде   | Аояма Сюко    | Жанетта Гусарова Чжан Шуай    | 6–7(4), 7–6(4), [14–12] |

## WTA 125 tournament finals

### Одиночний розряд: 3 (3 поразки)
| Результат | В-П | Дата     | Турнір                                         | Покриття   | Суперник            | Рахунок     |
| --------- | --- | -------- | ---------------------------------------------- | ---------- | ------------------- | ----------- |
| Поразка   | 0–1 | Лис 2012 | Taipei Challenger, Тайвань                     | Тверде (i) | Крістіна Младенович | 4–6, 3–6    |
| Поразка   | 0–2 | Сер 2015 | Jiangxi International Women's Tennis Open, КНР | Тверде     | Єлена Янкович       | 3–6, 6–7(6) |
| Поразка   | 0–3 | Лис 2016 | Taipei Challenger, Тайвань                     | Тверде (i) | Євгенія Родіна      | 4–6, 3–6    |

### Парний розряд: 4 (1–3)
| Результат | В-П | Дата     | Турнір                     | Покриття   | Партнер         | Суперники                              | Рахунок          |
| --------- | --- | -------- | -------------------------- | ---------- | --------------- | -------------------------------------- | ---------------- |
| Поразка   | 0–1 | Лис 2012 | Taipei Challenger, Тайвань | Тверде (i) | Ольга Говорцова | Чжань Хаоцін Крістіна Младенович       | 7–5, 2–6, [8–10] |
| Поразка   | 0–2 | Лис 2014 | Taipei Challenger, Тайвань | Килим (i)  | Чжуан Цзяжун    | Чжань Хаоцін Латіша Чжань              | 4–6, 3–6         |
| Перемога  | 1–2 | Сер 2015 | Jiangxi International, КНР | Тверде     | Чжен Сайсай     | Чжань Цзіньвей Ван Яфань               | 6–3, 4–6, [10–3] |
| Поразка   | 1–3 | Лис 2016 | Taipei Challenger, Тайвань | Тверде (i) | Чжуан Цзяжун    | Натела Дзаламідзе Вероніка Кудерметова | 6–4, 3–6, [5–10] |

## Фінали ITF
| Легенда            |
| ------------------ |
| $100,000 турніри   |
| $75,000 турніри    |
| $50/60,000 турніри |
| $25,000 турніри    |
| $10,000 турніри    |

### Одиночний розряд: 11 (6–5)
| Результат | В-П | Дата     | Турнір                          | Рівень | Покриття | Суперник          | Рахунок          |
| --------- | --- | -------- | ------------------------------- | ------ | -------- | ----------------- | ---------------- |
| Поразка   | 0–1 | Лис 2007 | ITF Маніла, Філіппіни           | 10,000 | Ґрунт    | Ніколь Рінер      | 3–6, 2–6         |
| Поразка   | 0–2 | Лют 2008 | ITF Мілдьюра, Австралія         | 25,000 | Трава    | Марина Еракович   | 3–6, 1–6         |
| Перемога  | 1–2 | Тра 2008 | Kurume Cup, Японія              | 50,000 | Килим    | Олександра Панова | 7–5, 6–3         |
| Поразка   | 1–3 | Тра 2009 | Fukuoka International, Японія   | 50,000 | Трава    | Нікола Гофманова  | 3–6, 2–6         |
| Перемога  | 2–3 | Жов 2011 | Kōfu International Open, Японія | 50,000 | Тверде   | Менді Мінелла     | 6–4, 1–6, 6–4    |
| Поразка   | 2–4 | Сер 2014 | ITF Цукуба, Японія              | 25,000 | Тверде   | Намігата Дзюнрі   | 0–6, 6–7         |
| Перемога  | 3–4 | Бер 2015 | ITF Цзянмень, КНР               | 10,000 | Тверде   | Чжао Ді           | 6–2, 6–1         |
| Поразка   | 3–5 | Тра 2015 | ITF Xuzhou, КНР                 | 50,000 | Тверде   | Луксіка Кумхум    | 6–1, 5–7, 1–6    |
| Перемога  | 4–5 | Вер 2015 | Zhuhai Open, КНР                | 50,000 | Тверде   | Чжан Юсюань       | 4–6, 6–1, 7–6(0) |
| Перемога  | 5–5 | Жов 2016 | ITF Iizuka, Японія              | 25,000 | Тверде   | Чан Су Джон       | 6–3, 6–4         |
| Перемога  | 6–5 | Жов 2016 | Suzhou Ladies Open, КНР         | 50,000 | Тверде   | Ван Яфань         | 4–6, 6–2, 6–1    |

### Парний розряд: 24 (16–8)
| Результат | В-П  | Дата     | Турнір                              | Рівень  | Покриття  | Партнер          | Суперники                                  | Рахунок          |
| --------- | ---- | -------- | ----------------------------------- | ------- | --------- | ---------------- | ------------------------------------------ | ---------------- |
| Поразка   | 0–1  | Лип 2006 | ITF Бангкок, Таїланд                | 10,000  | Тверде    | Nguyễn Thùy Dung | Нунгнадда Ваннасук Варатчая Вонгтінчай     | 4–6, 4–6         |
| Поразка   | 0–2  | Бер 2008 | ITF Сорренто, Австралія             | 25,000  | Тверде    | Хванг І-Хсюань   | Монік Адамчак Мелані Саут                  | 2–6, 4–6         |
| Перемога  | 1–2  | Тра 2008 | Kurume Cup, Японія                  | 50,000  | Килим     | Хванг І-Хсюань   | Еріка Сема Сема Юріка                      | 6–3, 2–6, [10–6] |
| Поразка   | 1–3  | Тра 2008 | ITF Ґумма, Японія                   | 25,000  | Килим     | Хванг І-Хсюань   | Сема Еріка Сема Юріка                      | 3–6, 6–2, [7–10] |
| Перемога  | 2–3  | Лис 2008 | Pune Championships, Індія           | 25,000  | Тверде    | Хванг І-Хсюань   | Elora Dabija Бояна Йовановські             | 5–7, 6–2, [10–7] |
| Перемога  | 3–3  | Кві 2009 | ITF Чханвон, Південна Корея         | 25,000  | Тверде    | Чень Ї           | Олена Балтача Аманда Елліотт               | 6–4, 6–1         |
| Перемога  | 4–3  | Кві 2009 | ITF Кімчхон, Південна Корея         | 25,000  | Тверде    | Chen Yi          | Чан Кйон Мі Лі Чін А                       | 6–1, 7–5         |
| Поразка   | 4–4  | Тра 2009 | Kurume Cup, Японія                  | 50,000  | Килим     | Маекава Аяка     | Лу Цзінцзін Сунь Шеннань                   | 3–6, 2–6         |
| Перемога  | 5–4  | Лип 2009 | Lexington Challenger, США           | 50,000  | Тверде    | Тетяна Лужанська | Жаклін Како Алісон Ріск                    | 6–3, 6–2         |
| Wi        | 6–4  | Сер 2010 | Vancouver Open, Канада              | 75,000  | Тверде    | Гейді Ель Табах  | Ірина Фалконі Аманда Фінк                  | 3–6, 6–3, [10–4] |
| Перемога  | 7–4  | Лис 2010 | Taipei Ladies Open, Тайвань         | 100,000 | Килим (i) | Чжуан Цзяжун     | Саня Мірза Сє Шувей                        | 6–4, 6–2         |
| Перемога  | 8–4  | Вер 2012 | Ningbo International, КНР           | 100,000 | Тверде    | Аояма Сюко       | Тетяна Лужанська Чжен Сайсай               | 6–2, 7–5         |
| Перемога  | 9–4  | Тра 2015 | ITF Ухань, КНР                      | 50,000  | Тверде    | Хань Сіньюнь     | Лю Чан Лу Цзяцзін                          | 6–0, 6–3         |
| Перемога  | 10–4 | Тра 2015 | ITF Xuzhou, КНР                     | 50,000  | Тверде    | Хань Сіюнь       | Cao Siqi Zhou Mingjun                      | 6–3, 6–2         |
| Поразка   | 10–5 | Лип 2016 | ITF Ухань, КНР                      | 50,000  | Тверде    | Дуань Їнїн       | Аояма Сюко Ніномія Макото                  | 4–6, 4–6         |
| Перемога  | 11–5 | Тра 2017 | Open de Cagnes-sur-Mer, Франція     | 100,000 | Ґрунт     | Сє Шувей         | Ралука Олару Рената Ворачова               | 7–5, 6–1         |
| Перемога  | 12–5 | Тра 2017 | Open Сен-Годан, Франція             | 60,000  | Ґрунт     | Хань Сіюнь       | Монтсеррат Гонсалес Сільвія Солер Еспіноза | 7–5, 6–1         |
| Поразка   | 12–6 | Чер 2017 | Surbiton Trophy, Велика Британія    | 100,000 | Трава     | Марина Еракович  | Монік Адамчак Сторм Гантер                 | 4–6, 5–7         |
| Поразка   | 12–7 | Чер 2017 | Manchester Trophy, Велика Британія  | 100,000 | Трава     | Марина Еракович  | Магдалена Френх Ан-Софі Месташ             | 4–6, 6–7(5)      |
| Поразка   | 12–8 | Тра 2018 | ITF Інчхон, Корея                   | 25,000  | Тверде    | Сюй Цзінвень     | Han Na-lae Kim Na-ri                       | 0–5 ret.         |
| Перемога  | 13–8 | Чер 2018 | ITF Daegu, Корея                    | 25,000  | Тверде    | Hsu Ching-wen    | Сіхо Акіта Дой Місакі                      | 2–1 ret.         |
| Перемога  | 14–8 | Лют 2019 | Launceston International, Австралія | 60,000  | Тверде    | Hsu Ching-wen    | Alexandra Bozovic Ізабель Воллас           | 6–2, 6–4         |
| Перемога  | 15–8 | Бер 2019 | Kōfu International Open, Японія     | 25,000  | Тверде    | Hsu Ching-wen    | Еміна Бектас Тара Мур                      | 6–1, 6–3         |
| Перемога  | 16–8 | Бер 2019 | ITF Kōfu, Японія                    | 25,000  | Тверде    | Hsu Ching-wen    | Сюнь Фан'їн Ю Сяоді                        | 6–3, 6–4         |

## Перемоги над гравцями першої 10-ки
| #    | Гравець        | Рейтинг | Турнір                               | Покриття | Р-д  | Рахунок          |
| 2009 | 2009           | 2009    | 2009                                 | 2009     | 2009 | 2009             |
| ---- | -------------- | ------- | ------------------------------------ | -------- | ---- | ---------------- |
| 1.   | Дінара Сафіна  | 1       | Toray Pan Pacific Open               | Тверде   | 2р   | 7–6(5), 4–6, 7–5 |
| 2012 |                |         |                                      |          |      |                  |
| 2.   | Маріон Бартолі | 10      | Guangzhou International Women's Open | Тверде   | 1р   | 4–3 ret.         |
| 3.   | Саманта Стосур | 5       | Japan Women's Open                   | Тверде   | ПФ   | 6–4, 4–6, 7–6(3) |
| 2016 |                |         |                                      |          |      |                  |
| 4.   | Роберта Вінчі  | 10      | BMW Malaysian Open                   | Тверде   | 1р   | 5–7, 6–2, 6–1    |